# Archidiecezja Santa Maria
Archidiecezja Santa Maria (łac. Archidioecesis Sanctae Mariae) – archidiecezja Kościoła rzymskokatolickiego w Brazylii. Należy do metropolii Santa Maria wchodzi w skład regionu kościelnego Sul III. Została erygowana przez papieża Piusa X bullą Praedecessorum Nostrorum w dniu 15 sierpnia 1910.
13 kwietnia 2011 papież Benedykt XVI utworzył metropolię Santa Maria podnosząc diecezję do rangi archidiecezji.